# 緑苑北
緑苑北（りょくえんきた）は、岐阜県各務原市の地名。現行行政町名は緑苑北一丁目から緑苑北三丁目。

## 地理
各務原市の東部の鵜沼地区に位置する。町域の東部は緑苑東及び加茂郡坂祝町勝山、西部は鵜沼、鵜沼大安寺町、緑苑西、南部は緑苑西、緑苑中、緑苑東、北部は鵜沼に接する。
昭和40年代に名古屋鉄道が丘陵地を造成して開発された緑苑団地（名鉄鵜沼緑苑）の一部である。地名は緑苑団地の北の地域であることに因む。
緑苑北一丁目の大半は各務原市立緑苑小学校と各務原市立緑陽中学校の敷地である。
道路
- 国道21号（坂祝バイパス）
- 緑苑環状道路

## 歴史
昭和40年代、この地域に名鉄住宅団地（計画面積1,034,500m2、計画戸数3,420戸）の開発が計画される。団地名は後に緑苑団地に変更される。
1972年（昭和47年）に緑苑団地の開発が始まる。1974年（昭和49年）に名鉄鵜沼緑苑として分譲開始。1976年（昭和51年）に緑苑団地の開発（81.6ha、計画戸数1,547戸）が完了。1977年（昭和52年）7月19日に鵜沼の一部をもって緑苑北を設置する。

## 世帯数と人口
2024年（令和6年）10月1日現在の世帯数と人口は以下の通りである。尚、一丁目の殆どは各務原市立緑苑小学校と各務原市立緑陽中学校の敷地のため、統計では一丁目と二丁目を合わせている。
| 丁目             | 世帯数  | 人口  |
| ---------------- | ------- | ----- |
| 緑苑北一・二丁目 | 141世帯 | 312人 |
| 緑苑北三丁目     | 143世帯 | 306人 |
| 計               | 284世帯 | 618人 |

## 小・中学校の学区
市立小・中学校に通う場合、学区は以下の通りとなる。
| 番・番地等 | 小学校               | 中学校               |
| ---------- | -------------------- | -------------------- |
| 全域       | 各務原市立緑苑小学校 | 各務原市立緑陽中学校 |

## 交通
- 岐阜バス緑苑八木山線

元々緑苑団地の開発をした名古屋鉄道が運行していた「鵜沼緑苑団地線」である。2000年に岐阜バスコミュニティに管理委託され、2007年の路線譲渡。2017年4月1日より岐阜バスの路線となり、2024年4月より一部ルート変更し緑苑八木山線に改称。

## 主な施設
- 各務原市立緑苑小学校
- 各務原市立緑陽中学校
- 緑苑北集会所